# Enclave arqueológico de Remedios
El enclave arqueológico de Remedios se encuentra en el municipio español de Colmenar Viejo, a unos cuatro kilómetros del centro urbano y recibe su nombre de la ermita que se encuentra sobre el yacimiento, ermita de Nuestra Señora de los Remedios.
Dentro del recinto se han encontrado elementos de ocupación fehacientes desde la época imperial romana, e indicios desde el III milenio a. C., hasta la actualidad, que es lugar de culto de la religión Católica.
Elementos significativos son un hito de romano, la necrópolis visigoda, la ermita con sus distintas fases y el pórtico del hospital de pobres.

## Hito romano

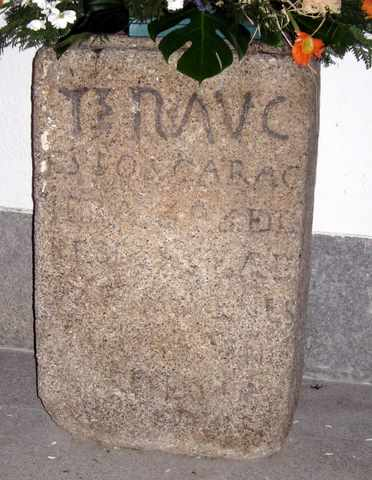
Mojón romano. Actualmente usado como pedestal para flores dentro de la ermita.

Dentro del edificio destaca la existencia en un lateral de un pilar de piedra con dos tipos de inscripciones. En el primero, situado en su parte posterior, hay seis letras de origen latino, abreviaturas de TER AVC, y que se cree, podría tratarse de un mojón indicativo de los límites de separación entre territorios administrativos de la época romana. La segunda inscripción, de fecha desconocida y difícil lectura, trata sobre la fecha en la que se halló la actual imagen de la Virgen, ya en el siglo XX.
En torno al siglo VI se convirtió en tenante de altar.

## Necrópolis visigoda
En cuanto a la necrópolis de Remedios, situada junto a la ermita que da nombre al yacimiento, Nuestra Señora de los Remedios, cuenta con varias sepulturas, con un caso muy singular: se reutilizaba el mismo espacio para incluir dos, e incluso tres, enterramientos. El ajuar funerario hallado es muy similar al de la Fuente del Moro, destacando una jarrita decorada con dos bandas de seis líneas incisas. Fue musealizada en 2003 para facilitar su visita e interpretación, convirtiéndola en el primer yacimiento visitable de la Comunidad de Madrid.

## Ermita
La actual ermita sustituyó a otra construida en el mismo lugar, siendo casi seguro, la existencia de anteriores edificios de culto.
El complejo que se encuentra desde finales del siglo XX está compuesto por la capilla del siglo XIV, la sacristía del XVII (reformada en el XVIII) y la ampliación del 1969.

## Pórtico del hospital de pobres
Delante de la puerta de acceso a la ermita se encuentra un pórtico aislado, traído desde el casco urbano en los años 1940, habiendo pertenecido al antiguo Hospital de pobres de Colmenar Viejo (siglo XVI).